# The Nation and Athenaeum
The Nation and Athenaeum, ou simplesmente The Nation, era um jornal semanal político do Reino Unido com um ponto de vista Liberal / Trabalhista. Foi formada em 1921 a partir da fusão da Athenaeum, uma revista literária publicada em Londres desde 1828, e da menor e mais recente Nation, editada por Henry William Massingham.
A empresa foi comprada por um grupo liderado pelo economista John Maynard Keynes em 1923. A partir de então, passou a ter inúmeros artigos de Keynes.
De 1923 a 1930, o editor era o economista liberal Hubert Douglas Henderson, e o editor literário era Leonard Woolf, que ajudaria jovens autores sem dinheiro, incluindo Robert Graves e E. M. Forster que ele conhecia através da Hogarth Press, encomendando-lhes para escrever resenhas e artigos; havia outros, como Edwin Muir, que chamaram sua atenção no The Nation e cujo trabalho ele publicaria em Hogarth.
Outros colaboradores incluíram Edmund Blunden, H. E. Bates, H. N. Brailsford, J. A. Hobson, Harold Laski, David Garnett, Aldous Huxley (sob o pseudônimo de "Autolux"), Charlotte Mew, Edith Sitwell, T.S. Eliot, Virginia Woolf, e G. D. H. Cole.
Em 1931, foi absorvido pelo semanário trabalhista The New Statesman, que ficou conhecido como New Statesman and Nation até 1964.